# Anton Manfreda
Anton Manfreda, slovenski politik, * 22. marec 1861 Idrsko, Avstro-Ogrska † 19. april 1942, Idrsko, Kraljevina Italija. 

## Življenje in delo
Rodil se je v kmečki družini in ni imel nobenih šol. Komaj 18-leten je odšel za zaslužkom v Bosno, kjer je delal pri gradnji cest in zbolel za tifusom. Leta 1903 je postal župan v Idrskem in 1909 poslanec splošne kurije v goriškem Deželnem zboru. Poslanec je bil eno mandatno dobo. V času mandata se je zavzemal za koristi domačega kraja in širše okolice. Poskrbel je za regulacijo potoka Draginjšček, za most preko njega in za gradnjo nove ceste preko Mlinskega v Kobarid, dosegel ustanovitev nove ljudske šole v naselju Smast ter si prizadeval za melioracijo močvirja Blato ob potoku Idrija med Kobaridom in Starim selom. V Idrskem je ustanovil krščansko-socialno hranilnico in posojilnico ter jo vodil vse do prisilne fašistične ukinitve leta 1926.